# Gare de Meulan - Hardricourt
La gare de Meulan - Hardricourt est une gare ferroviaire française de la ligne de Paris-Saint-Lazare à Mantes-Station par Conflans-Sainte-Honorine, située dans la commune d'Hardricourt, à la limite de Meulan-en-Yvelines (département des Yvelines).
C'est une gare SNCF desservie par les trains du réseau Transilien Saint-Lazare (ligne J). Elle se situe à 42,2 km de la gare de Paris-Saint-Lazare.

## Histoire

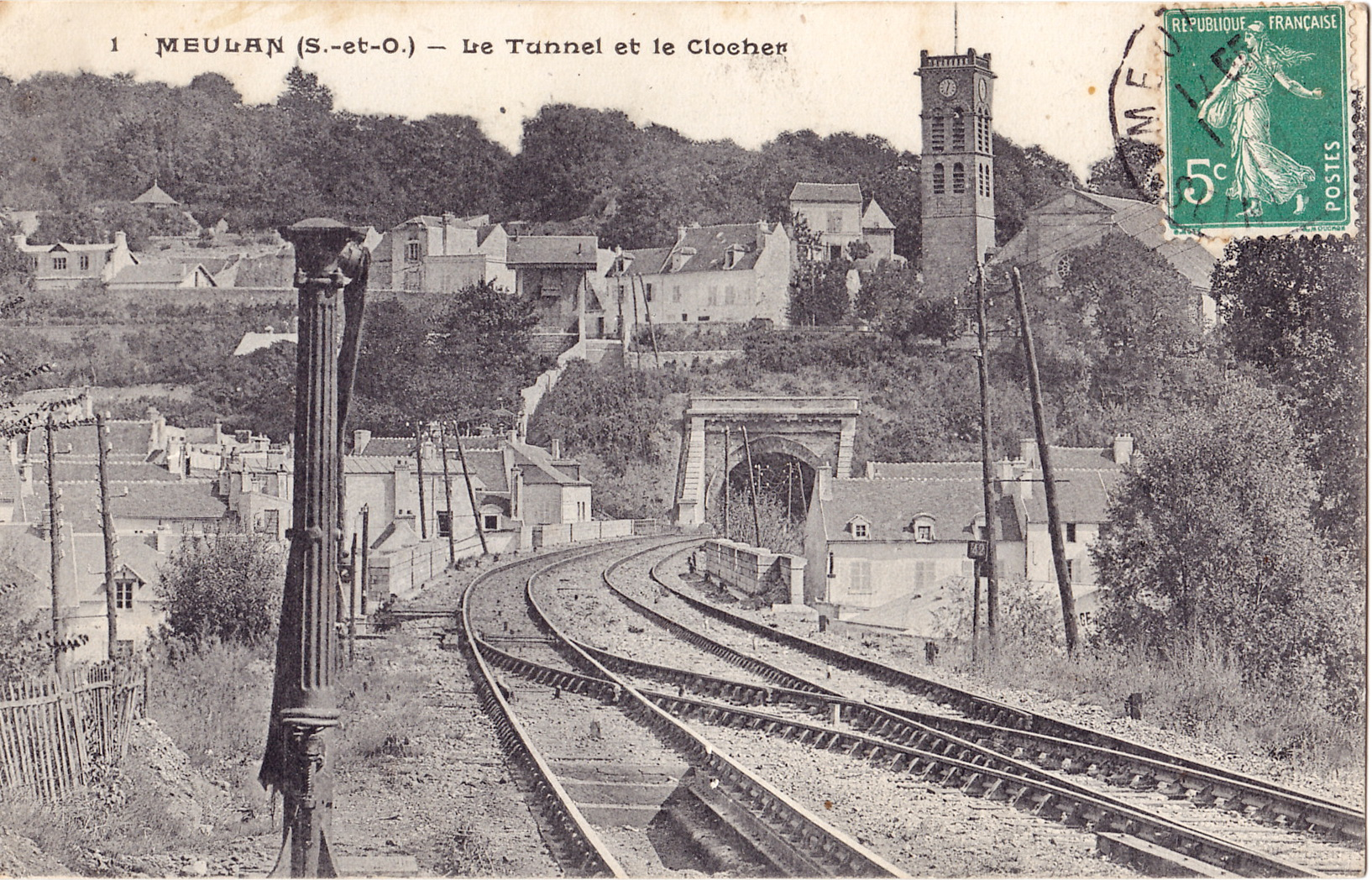
Extrémité de la gare, au début du XXe siècle.
Au premier plan à gauche, la grue hydraulique servait à alimenter en eau les locomotives à vapeur de la ligne.

La gare est située sur la partie de la ligne de Paris-Saint-Lazare à Mantes-Station par Conflans-Sainte-Honorine ouverte le 1er juin 1892. La ligne fut ensuite électrifiée de bout-en-bout en 25 kV - 50Hz le 27 mars 1967.
Depuis 2004, c'est le Transilien J qui dessert la gare depuis Paris Saint-Lazare et vers Mantes-la-Jolie. Depuis le 20 février 2019, ce sont des Z 50000 qui assurent la circulation.

## La gare
Cette gare en hauteur est desservie par des trains du réseau Transilien Paris Saint-Lazare venant et à destination de la gare de Paris Saint-Lazare (42,2 km) toutes les heures ainsi que de trains venant et à destination de la gare de Conflans-Sainte-Honorine toutes les heures avec un décalage de 30 minutes par rapport à l'autre destination. Ces mêmes trains font leur terminus dans l'autre sens à la gare de Mantes-la-Jolie.
En raison de la nature du sol, des alluvions sans consistance sur une dizaine de mètres d'épaisseur, le bâtiment de la gare est d'un style particulier. L'armature est en fer forgé avec un remplissage en brique et le bâtiment repose sur des piliers et des arcades en maçonnerie de 12 mètres. Entre le bâtiment et les fondations de pierre se trouve un treillis métallique sur lequel s'appuie le bâtiment, lequel peut être relevé en cas de tassement du sol par le biais de vérins. Cette disposition avait déjà été employée avec succès lors de la construction de la gare de Saint-Étienne-Châteaucreux entre 1882 et 1884. À Meulan, la hauteur des fondations dépasse celle du reste du bâtiment.
Il a été repeint en rouge comme beaucoup d'autres abris de la ligne.

## Fréquentation
De 2015 à 2023, les estimations de la SNCF sont les suivantes :
| Année         | 2015    | 2016    | 2017    | 2018    | 2019    | 2020    | 2021    | 2022    | 2023    |
| ------------- | ------- | ------- | ------- | ------- | ------- | ------- | ------- | ------- | ------- |
| Fréquentation | 464 652 | 452 944 | 488 974 | 515 702 | 544 247 | 279 314 | 608 191 | 734 198 | 740 542 |

## Correspondances
Les bus ne s'arrêtent pas sur la place de la gare, mais dans la rue du Vexin (RD 913) ou le boulevard Michelet (RD 190) en contrebas.
La gare est desservie par les lignes 9, 17 et 87 du réseau de bus du Mantois, par les lignes 11, 22, 26 et le service de transport à la demande du réseau de bus de Poissy - Les Mureaux et par la ligne 7808 du réseau de bus Île-de-France Ouest.

## Stationnement
Depuis juin 2007, le grand parking de la gare a été refait. Il profite d'un espace mieux aménagé et se trouve à présent surveillé durant la journée.
En contrepartie, le service devient payant. Il est possible de se voir facturé à la journée ou selon un abonnement mensuel de date à date. Ce dernier revient moins cher et les habitants d'Hardricourt bénéficient d'un tarif inférieur.